# Stade du 30 Juin
Le Stade du 30 juin (en arabe : ستاد 30 يونيو) ou  Stade du 30 juin de la défense aérienne est un stade construit au Caire par les Forces de la défense aérienne égyptienne.
Il ouvre en 2009.

## Histoire
À la suite des violences qui secouent le pays en 2011 et à l'interdiction pour les clubs égyptiens de jouer au Stade international du Caire, ce stade devient le refuge de différentes équipes égyptiennes. Lors du championnat d'Égypte 2013, il sert ainsi de stade pour les matchs à domicile d'Al Ahly et du Zamalek et accueille aussi plusieurs rencontres de Ligue des champions de la CAF 2012.